# Víctor Ego Ducrot
Víctor Ego Ducrot (Buenos Aires, 1952) es un periodista, escritor y profesor universitario argentino. Docente de la Facultad de Periodismo y Comunicación Social de la Universidad Nacional de La Plata (UNLP), dirige allí la Agencia Periodística del Mercosur (APM) y del Observatorio de Medios de Argentina.

## Trayectoria
Es experto en información internacional y en medios de comunicación. Es novelista y estudioso de la gastronomía como patrimonio cultural.
Como periodista, en lo que va del siglo XXI, ha conducido su programa en la radio de las Madres de Plaza de Mayo y tiene una columna semanal en la revista semanal Veintitrés.

## Libros
- Los sabores de la patria: las intrigas de la historia argentina contadas desde la mesa y la cocina, Buenos Aires: Editorial Norma (1998)
- El color del dinero. Las rutas financieras del poder, Bs.As.: Norma (1999) Colección Biografías y Documentos; ISBN 987-9334-29-9 (10)
- Los sabores de la historia, Bs.As.: Norma (2000) ISBN 987-9334-81-7 (10) ISBN 978-987-9334-81-2 (13)
- Bush & Ben Laden S.A. Bs.As.: Norma (2001) ISBN 987-545-044-8 (10) ISBN 978-987-545-044-8 (13)
- Los sabores del cine, Bs.As.: Norma (2002)
- Los sabores del tango, Bs.As.: Norma (2002)
- Los sabores de la mafia, Bs.As.: Norma (2002) ISBN 987-545-040-5 (10) ISBN 978-987-545-040-0 (13)
- La cocina como patrimonio cultural intangible (varios autores), Ciudad Autónoma de Bs.As.: Secretaría de Cultura (2002)
- La invasión a Irak: Guerra Global y Resistencia (con Stella Calloni) (2003) Desde la Gente; ISBN 958-04-4703-9 (10) ISBN 978-958-04-4703-0 (13)
- Recolonización o Independencia. América Latina en el siglo XXI (con Stella Calloni) Bs.As.: Norma (2004) ISBN 978-987-545-197-1
- El derrocado (novela); (acerca de la caída de Juan Domingo Perón), Bs.As.: Sudamericana (2005)
- Sigilo y nocturnidad en las prácticas periodísticas hegemónicas, (con otros autores y compilador) (2009) Bs.As.: Centro Cultural de la Cooperativa

### Entrevistas
- Diario La Nación, Sabores porteños con historia
- Telesur, Los medios no deben actuar como un gueto, advierte periodista Pascual Serrano

- Datos: Q6165472